# Stefano Caracchi
Stefano Caracchi (Bolonia, 21 de mayo de 1960) es un expiloto de motociclismo italiano, que participó en el Campeonato del Mundo de Motociclismo entre 1982 y 1995.

## Biografía
Caracchi debutó en el Mundial de Velocidad en el Gran Premio de las Naciones de 1982 de 125cc, en el que acabó en duodécimo lugar. En 1983 corre su primera temporada completa como piloto titular, participando en la categoría de 125cc con una MBA, donde consiguió su primer y único podio en el GP de Yugoslavia. También en ese año, se proclama campeón de Europa de Motociclismo en esa misma categoría.
Desde 1984 hasta 1992, tuvo una presencia habitual en el Mundial, sobre todo en 250 cc. En su primer año consiguió su mejor resultado acabando en el séptimo puesto de la clasificación general en 125cc. En 1986, dio el salto a 250cc donde no conseguiría ningún resultado significativo en esta cilindrada.
Finalizada la carrera como profesional en 1995, Caracchi se convierte en propietario de la escudería Team Caracchi Ducati SC con el que competiría en el Campeonato del Mundo de Superbikes entre 1995 y 2009. Posteriormente, seguiría dirigiendo equipos en el Mundial de Superbikes con KTM (2009-2011), BMW (2011-2012) y Kawasaki (2013-2014). En 2015, cambiaría al Campeonato Europeo de Motociclismo con la escudería Vyrus Team Racing.

## Resultados en el Campeonato del Mundo
Sistema de puntuación desde 1969 hasta 1987:
| Posición | 1.º | 2.º | 3.º | 4.º | 5.º | 6.º | 7.º | 8.º | 9.º | 10.º |
| Puntos   | 15  | 12  | 10  | 8   | 6   | 5   | 4   | 3   | 2   | 1    |

### Carreras por año
(Carreras en Negrita indica pole position, Carreras en cursiva indica vuelta rápida)
| Año  | Clase | Equipo        | Moto    | 1       | 2       | 3       | 4       | 5       | 6       | 7       | 8       | 9       | 10      | 11      | 12      | 13      | 14     | Pts. | Pos. |
| ---- | ----- | ------------- | ------- | ------- | ------- | ------- | ------- | ------- | ------- | ------- | ------- | ------- | ------- | ------- | ------- | ------- | ------ | ---- | ---- |
| 1982 | 125cc | MBA           | ARG -   | AUT -   | FRA -   | ESP -   | NAT 12  | NED -   | BEL -   | YUG -   | GBR -   | SWE -   | FIN -   | CZE -   |         |         |        | 0    | -    |
| 1983 | 125cc | MBA           |         | FRA Ret | NAT 8   | GER 10  | SPA 7   | AUT 13  | YUG 3   | NED 16  | BEL 10  | GBR Ret | SWE Ret | SMR Ret |         |         |        | 19   | 14.º |
| 1984 | 125cc | MBA           |         | NAT 4   | SPA 4   | AUT -   | GER 12  | FRA Ret |         | NED 5   |         | GBR 8   | SWE 7   | RSM Ret |         |         |        | 29   | 7.º  |
| 1985 | 250cc | Malanca / MBA | RSA -   | SPA DNQ | GER -   | NAT 12  | AUT -   | YUG -   | NED 24  | BEL 20  | FRA 19  | GBR Ret | SWE 23  | RSM 13  |         |         |        | 0    | -    |
| 1986 | 250cc | Aprilia       | SPA 15  | NAT 13  | GER 15  | AUT DNQ | YUG -   | NED -   | BEL -   | FRA 12  | GBR Ret | SWE Ret | RSM Ret |         |         |         |        | 0    | -    |
| 1987 | 250cc | Honda         | JPN -   | SPA 16  | GER DNQ | NAT 13  | AUT DNQ | YUG 9   | NED Ret | FRA Ret | GBR 11  | SWE 12  | CZE -   | RSM Ret | POR 12  | BRA 15  | ARG 10 | 1    | 25.º |
| 1988 | 250cc | Honda         | JPN -   | USA -   | ESP 16  | EXP 11  | NAT 14  | GER 15  | AUT 22  | NED Ret | BEL 17  | YUG 11  | FRA Ret | GBR 14  | SWE 13  | CZE 16  | BRA 14 | 22   | 20.º |
| 1989 | 250cc | Honda         | JPN -   | AUS -   | USA 18  | SPA 15  | NAT Ret | GER 24  | AUT -   | YUG Ret | NED 12  | BEL Ret | FRA -   | GBR 12  | SWE Ret | CZE Ret | BRA -  | 18   | 31.º |
| 1990 | 250cc | Aprilia       | JAP -   | USA -   | ESP Ret | NAC -   | ALE -   | AUT -   | YUG -   | NED -   | BEL -   | FRA -   | GBR -   | SUE -   | CHE -   | HUN -   | AUS -  | 0    | -    |
| 1991 | 250cc | Yamaha        | JAP -   | AUS -   | USA -   | ESP -   | ITA -   | ALE -   | AUT -   | EUR -   | NED -   | FRA -   | GBR 23  | RSM Ret | CHE 17  | LMA 16  | MAL -  | 0    | -    |
| 1992 | 250cc | Yamaha        | JAP 15  | AUS Ret | MAL Ret | ESP Ret | ITA Ret | EUR -   | GER -   | NED -   | HUN -   | FRA -   | GBR -   | BRA -   | RSA -   |         |        | 0    | -    |
| 1993 | 125cc | Rumi          | AUS Ret | MAL Ret | JPN 20  | SPA Ret | AUT -   | GER Ret | NED -   | EUR -   | RSM -   | GBR -   | CZE -   | ITA -   | USA -   | FIM -   |        | 0    | -    |
| 1995 | 250cc | Aprilia       | AUS -   | MAL -   | JPN -   | SPA -   | GER -   | ITA -   | NED Ret | FRA -   | GBR -   | CZE -   | BRA -   | ARG -   | EUR -   |         |        | 0    | -    |